# Нільс Бетге
Нільс Бетге (нім. Niels Bätge; 19 квітня 1913, Ревель — 12 грудня 1944, поблизу Аландських островів) — німецький офіцер, корветтен-капітан крігсмаріне. Кавалер Лицарського хреста Залізного хреста. 

## Біографія
1 квітня 1931 року вступив у ВМФ. Освіту здобув у військово-морському училищі і на борту навчального судна «Ніобе» і легкого крейсера «Карлсруе». 30 вересня 1934 року призначений на легкий крейсер «Лейпциг». У квітні 1935 року пройшов навчання оператора катапульт (за допомогою яких здійснювався підйом літаків з трюму). Закінчив торпедні курси в Мюрвіку (1936). 13 жовтня 1936 року призначений командиром 1-ї дивізії торпедних катерів. З 1 квітня 1938 року — ад'ютант військово-морської станції «Остзе». З 12 жовтня 1939 року — командир міноносця Т-2. Брав участь у військових операціях на Заході і 13 вересня 1940 року був поранений. 1 жовтня 1940 року призначений командиром 4-ї флотилії торпедних катерів, яка діяла в Ла-Манші і Північному морі. З 8 березня 1943 року — 1-й офіцер ескадреного міноносця «Ганс Лоді», з 26 червня 1943 року — командир міноносця Т-20, з 25 вересня 1943 року — ескадреного міноносця Z-35. Його корабель 12 грудня 1944 року підірвався на міні в фінських водах і затонув. Бетге і ще 24 члена екіпажу встигли сісти в рятувальну шлюпку, але пізніше вона затонула, так і не діставшись до берега.

## Звання
- Фенріх-цур-зее (1 січня 1933)
- Лейтенант-цур-зее (1 квітня 1935)
- Обер-лейтенант-цур-зее (1 січня 1937)
- Капітан-лейтенант (1 жовтня 1939)
- Корветтен-капітан (1 вересня 1943)

## Нагороди
- Медаль «За вислугу років у Вермахті» 4-го класу (4 роки)
- Залізний хрест
  - 2-го класу (15 вересня 1940)
  - 1-го класу (11 червня 1941)
- Нагрудний знак «За поранення» в чорному (7 жовтня 1940)
- Нагрудний знак есмінця (12 січня 1941)
- Нагрудний знак торпедних катерів (30 березня 1941)
- Відзначений у Вермахтберіхт (25 листопада 1941)
- Лицарський хрест Залізного хреста (4 січня 1942) — за потоплення катерами 4-ї флотилії ворожих кораблів загальною водотоннажністю 90 500 брт.